# 블랙번 트윈 블랙번

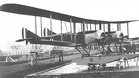
블랙번 트윈 블랙번

블랙번 트윈 블랙번(Blackburn Twin Blackburn)은 1차 대전 초기에 영국에서 등장한 비행선 전용 요격기로 독특한 쌍둥이 동체가 특징적이었다. 블랙번 에어크래프트가 제조했다.
이 기종은 엔진 출력이 약하고 목표를 찾아낼 수단이 육안 뿐인 탓에 실제로 전과를 거두지는 못했지만, 복좌 요격기라는 단일 임무를 위해 만들어진 첫 비행기였다.

## 설계 및 개발
1914년부터 1915년 겨울 사이에 독일 제국 항공대의 체펠린 비행선에 의한 영국 본토 폭격은 아직 공군으로 독립하지 않은 육군 왕립항공대(Royal Flying Corps)는 물론이고 왕립 해군의 항공대에서도 가장 시급하게 격파해야할 목표가 된다. 해군 참모부는 블랙번 사로 하여금 9대의 2인승 요격기를 발주하게 되는데, 이 기체는 일반적인 전투기와는 달리 기관총 대신 대비행선 신무기로 개발된 소이탄인 란켄 다트(Ranken incendiary dart)를 떨어뜨려 격추시키도록 고안된 것이었다. 체펠린은 항상 칠흑 같은 밤에 야음을 틈타 날아오기 때문에 이 요격기는 미리 작전 공역으로 상승해서 긴 시간 동안 초계비행을 하며 비행선을 육안으로 찾아내 공격해야 하는 임무의 특징으로 말미암아., 체공 시간이 긴 대형 복좌기가 알맞았다. 해군은 이런 요건들은 정리한 해군성 요구사양서 1915(Admiralty specification 1915)를 1915년 3월에 발행했다.
트윈 블랙번(Twin Blackburn)을 줄여 TB라는 가칭으로 불린 이 기체는 같은 동체를 3.35m 떨어진 곳에 배치한 쌍동형 수상기였으며, 조종사는 우측 동체, 관측수는 왼쪽 동체에 탑승했으며, 두 승무원 사이에는 전성기 같은 것이 없어서 오직 수신호 외에는 통신 수단이 없었다. 쌍둥이 동체는 나무를 깎아 만든 프레임 위에 캔버스 천을 씌워 만들어졌고 기수에 엔진이 달려 있었다. 복엽 날개도 마찬가지로 나무로 된 골조에 천을 덮은 것으로 상단을 길고 하단 날개는 다소 짧았다. 좌우로 긴 날개는 그대로는 필요한 강성을 확보하기 어려워 상부 날개 위로 솟은 강철제 지주에 강철 와이어 브레이싱으로 지탱되며 조종면은 위쪽 날개에만 있었다.
원래 TB는 가볍고 연료 소모령이 적은 미국제 150마력 스미스 스태틱(Smith Static) 공랭 엔진에 의해 비행할 예정이었지만, 이 엔진들은 신뢰성 면에서 만족스럽지 못한 것으로 판명되었고, 그것을 대신해서 프랑스제 100마력놈 모노소파프 9(Gnome Monosoupape 9) 9기통 로터리 엔진으로 대체되어야만 했다. 완성된 1호기는 1915년 8월에 처음 비행할 수 있었다.
비행 테스트를 해본 결과 놈 엔진 2기의 200마력만으로는 동력이 부족했으며, 요격 임무에 필요한 란켄 다트들을 장전한 캐니스터 3개를 실은 후에는 아무리 용을 써도 2,438 m 이상의 고도로는 올라갈 수 없었다. 트윈 블랙번의 상승 성능 문제는 꽤 심각해서, 1,524 m까지 올라가는데 12분이나 걸렸다. 문제는 독일 비행선들은 고도 3,000m 이상의 높은 고도로만 날아온다는 사실이었다. 결국 TB는 소이탄 캐니스터를 2개만 싣고 우선 임무에 임하도록 했다. 출력 향상이 시급했던 탓에, 마지막으로 제작된 9호기는 110마력 클레제(Clerget) 엔진을 장착했지만, 이 개량은 별로 효과가 없는 것으로 밝혀졌다.

## 운용 이력
9대가 완성된 TB는 7대가 영국 해군 항공대에 전달되었다. 그 복좌 요격기들은 1917년 RNAS 킬링홀름 기지에서 4회 임무 비행에 나서기는 했지만, 별다른 전과를 거두지 못했다. 7대의 쌍둥이 요격기는 1917년에 원형기 2대와 함께 해체되었다.
- 승무원 : 2명
- 전장 : 11.13 m
- 전폭 : 18.44 m
- 전고 : 4.11 m
- 익면적 : 54.3 m2
- 공허중량 : 1,048 kg
- 임무중량 : 1,588 kg
- 동력 : 2 x 놈 모노소파프 9 공랭 9기통 로터리 엔진 (각 100 hp)
- 최대 속도 : 138 km/h
- 체공시간 : 4시간
- 상승률 : 5,000 ft(1,524 m)까지 12분
- 고정 무장 : 없음
- 무장 : 500그램 소이폭탄 24발이 든 캐니스터 3기